# خط چیودا
خط چیودا (به ژاپنی: 東京地下鉄千代田線 Tōkyō Chikatetsu Tōzai-sen) یکی از خطوط متروی توکیو است. خط اصلی چیودا از ایستگاه آیاسه (綾瀬駅)، واقع در آداچی شروع شده و به ایستگاه یویوگی اوئه‌هارا (代々木上原駅 Yoyogi-Uehara-eki) واقع در شیبویا خاتمه می‌یابد. خط فرعی بین آیاسه و کیتا آیاسه کشیده شده‌است و ۲٫۱ کیلومتر طول آن است. در حال حاضر این مسیر دارای ۲۳ ایستگاه می‌باشد. علامت مشخص کنندهٔ این خط به شکل  می‌باشد.